# ورف كبير الزهر
ورف كبير الزهر (الاسم العلمي: Sideroxylon grandiflorum)، المعروف أيضًا باسم التامبالاكوك أو شجرة الدودو، هو نوع من الأشجار المعمرة في عائلة السابوت سبوتية. وهو توطن في موريشيوس.

## الوصف
يشبه ثمر ورف كبير الزهر ثمرة الخوخ. فكلاهما يُصنف ضمن الثمار الحجرية لأن كلاهما يحتوي على الإندوكارب الصلب، أو النواة، التي تحيط بالبذرة. يشبه النبات نفسه إلى حد ما النبات غير المتعلق به Plumeria، لكن زهور وثمار شجرة الدودو تكون إبطية.

## البيئة

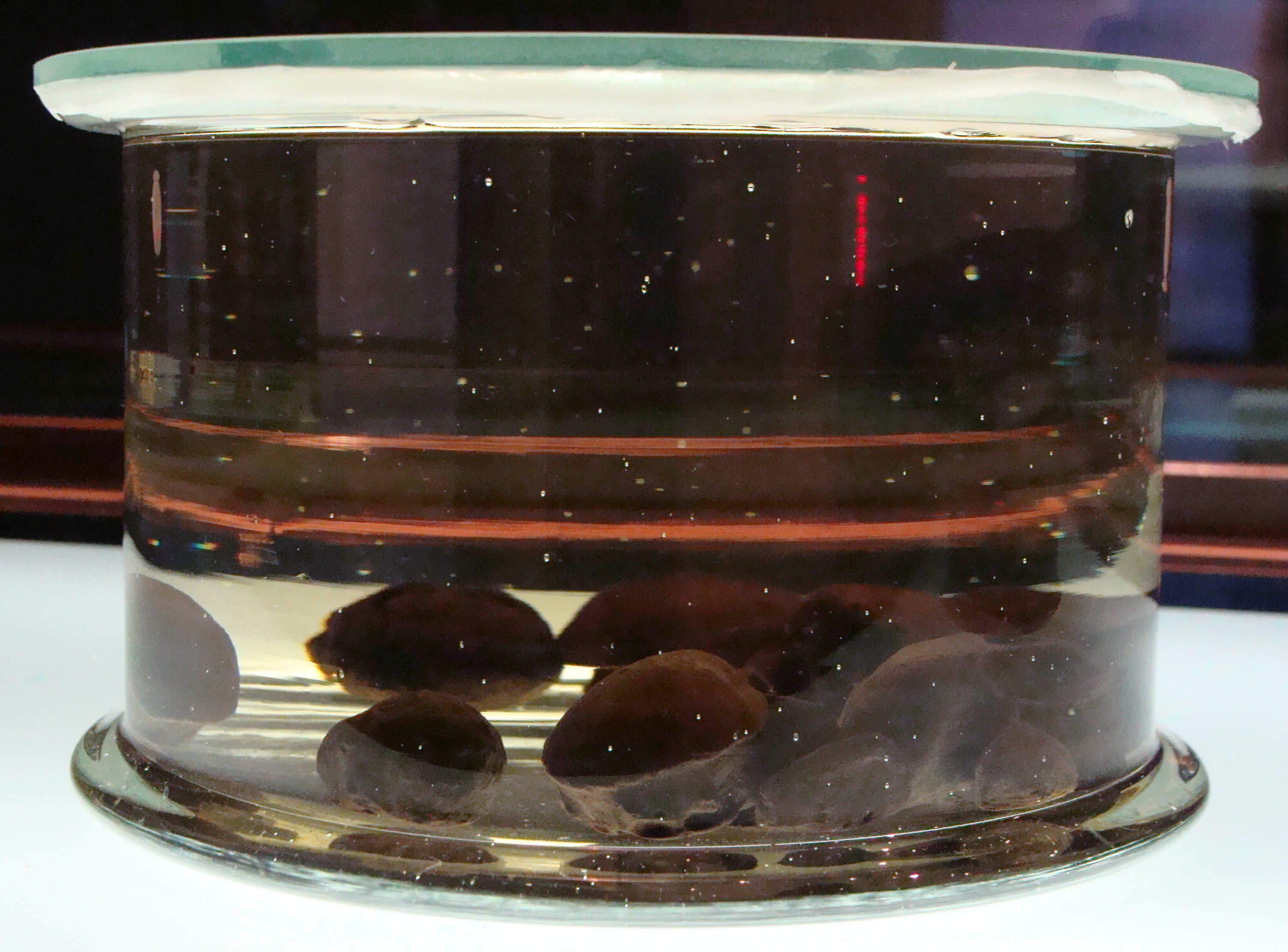
بذور محفوظة.

عام 1973، كان يُعتقد أن هذا النوع من الأشجار يقترب من الانقراض. وكان من المفترض أن هناك 13 عينة فقط متبقية، يقدر عمرها بحوالي 300 عام. لم يكن بالإمكان تحديد العمر الحقيقي لأن شجرة التامبالاكوك لا تحتوي على حلقات نمو. افترض ستانلي تمبل أن الدودو، الذي انقرض في القرن السابع عشر، كان يأكل ثمار التامبالاكوك، وأن البذور لا يمكن أن تنبت إلا بعد مرورها عبر الجهاز الهضمي للدودو. في عام 1977، أجبر «تمبل» الديك الرومي البري علي تناول سبعة عشر ثمرة من تامبالاكوك. تم سحق سبع ثمار من قبل معدة الطائر. أما الثمار العشر المتبقية تم تقيؤها أو إخراجها مع فضلات الطائر. زرع «تمبل» الثمار العشر المتبقية فنبتت ثلاث منها. لم يحاول «تمبل» إنبات أي بذور من الثمار غير المأكولة بواسطة الديوك الرومية، لذا لم يكن تأثير إطعام الثمار للديوك الرومية واضحًا. تقارير عن إنبات بذور التامبالاكوك من قبل هيل (1941) وكينج (1946) وجدت أن البذور تنبت دون الحاجة للكشط.
تمت معارضة فرضية «تمبل» بأن الشجرة تحتاج إلى الدودو. وقد اقترح آخرون أن التراجع في أعداد الشجرة قد يكون مبالغًا فيه، أو أن حيوانات منقرضة أخرى قد تكون أيضًا مسؤولة عن توزيع البذور، مثل السلاحف العملاقة، خفاش الفاكهة أو ببغاء عريض المنقار. يعود الاختلاف في الأعداد إلى أن الأشجار الصغيرة ليست مميزة في الشكل وقد تُخلط بسهولة مع أنواع مشابهة. قد يكون تراجع الشجرة ناجمًا عن نوع مستقدم الخنازير المستأنسة والقرود آكلة السرطان، والمنافسة من النباتات المدخلة. أشار كاتلينج (2001) في ملخصه إلى أودالي و«تمبل» (1979)، وويتيمر (1991). كما استعرض هيرشي (2004) العيوب في فرضية «تمبل» حول الدودو والتامبالاكوك.
عام 2004، جمعية النباتيين الأمريكية من خلال نشرها العلمي لأبحاث النباتات، انتقدت وأبطلت أبحاث «تمبل»، واعتبرتها معيبة. نشرت النشرة أدلة على أن انقراض الدودو لم يكن السبب المباشر لاختفاء الأشجار الصغيرة المتزايد، بما في ذلك اقتراحات بأن سلاحف Cylindraspis العملاقة كانت أكثر احتمالاً لتوزيع البذور من الدودو، مما يثير الشكوك حول وجهة نظر «تمبل» بخصوص علاقة البقاء الوحيدة بين الدودو والشجرة.

## الاستخدامات
تُقدَّر شجرة الدودو هذه بشكل كبير لأخشابها في موريشيوس، مما دفع بعض الحراجين إلى كشط النوى يدويًا لجعلها تنبت وتنمو.

## روابط خارجية
- Catling, P. M. (2001): Extinction and the importance of history and dependence in conservation. Biodiversity 2(3): 2-13 pdf
- Helfferich, C. (1990): The Turkey and the Tambalacoque Tree
- Hershey, D. R. (2004): The widespread misconception that the tambalacoque absolutely required the dodo for its seeds to germinate. Plant Science Bulletin 50: 105–108.
- Hill, A. W. (1941): The genus Calvaria, with an account of the stony endocarp and germination of the seed, and description of the new species. Annals of Botany 5(4): 587–606. PDF fulltext (requires user account)
- King, H. C. (1946): Interim Report on Indigenous Species in Mauritius. Port Louis, Mauritius: Government Printer.
- Owadally, A. W. & Temple, Stanley A. (1979): The dodo and the tambalacoque tree. Science 203(4387): 1363–1364.
- Quammen, David (1996): The Song of the Dodo: Island Biogeography in an Age of Extinction. Touchstone, New York. (ردمك 0-684-82712-3)
- Temple, Stanley A. (1977): Plant-animal mutualism: coevolution with Dodo leads to near extinction of plant. Science 197(4306): 885–886. HTML abstract
- Witmer, M. C. & Cheke, A. S. (1991): The dodo and the tambalacoque tree: an obligate mutualism reconsidered. Oikos 61(1): 133–137. HTML abstract